# Jackie Condon
Pour les articles homonymes, voir Condon.
Jackie Condon, né le 25 mars 1918 à Los Angeles, et mort le 13 octobre 1977 à Inglewood (Californie), est un acteur américain connu pour son rôle dans Les Petites Canailles.

## Filmographie partielle
- 1921 : Le Petit Lord Fauntleroy d'Alfred E. Green et Jack Pickford
- 1922 : Our Gang (en) de Robert F. McGowan
- 1922 : Et puis ça va (Dr. Jack) de Fred C. Newmeyer et Sam Taylor
- 1923 : The Cobbler de Tom McNamara (en)
- 1923 : The Big Show de Robert F. McGowan
- 1924 : Ça t'la coupe (Girl Shy) de Fred C. Newmeyer et Sam Taylor
- 1924 : Un mariage mouvementé (Thundering Fleas) de Robert F. McGowan